# 津田氏
津田氏（つだし）は、日本の氏族のひとつ。祖を異にする複数の系統がある。

## 平姓津田氏（織田氏系）
近世大名の織田氏の出自を平氏とする説においては、平家の子孫が近江津田庄（現在の近江八幡市）に逃れ津田姓を称し、その末裔がのちに越前に移住し織田氏となったとされるが、確証は全くない。この津田氏は織田氏と同族ではなく、藤原氏・忌部氏の系統が有力とされている。また藤掛氏も津田氏の一族である。
織田氏の直系から見て庶流に当たる一門は津田氏を名乗り、主家との厳格なる区別を付けていた。例えば、織田信長の弟織田信勝（信行）の子津田信澄などである。また、同じく信長の一族と近年迄言われていた津田信成は大名に列したものの、江戸時代前期に改易されており、津田氏とは関係が無い。
江戸時代にも、丹波柏原藩主織田家の庶子、出羽天童藩主織田家の庶子などに津田姓を称し、藩士に列した人物を確認できる。例えば、大和松山藩主織田高長の五男津田頼房などである。
今日の愛知県に多数見受けられる津田家は、上記の津田氏とは関連性はなく、多くは小作人が津田姓を名乗ったものに過ぎない。
- 鳥取藩家老の津田家も織田一族を名乗っている。初代は元綱で、その子・元房は池田忠雄に従って8,000石を与えられた。3代・元匡は池田光仲の移封に伴い、鳥取に移り、伯耆国八橋郡に所領を与えられた。元禄5年（1692年）、5代・元長の時に家老職に就いた。伯耆国八橋の自分手政治は明治維新まで続いた。菩提寺は八橋陣屋そばの体玄寺、現在も津田家の墓所が存在する。
- 改易された織田信重の子孫が細川氏に従い、豊前小倉藩および肥後熊本藩の藩士となる。慶長から寛永年間に作成されたとする「妙解院殿忠利公御代於豊前小倉 御侍帳並軽輩末々共に」の物奉行に「津田三十郎」、側小姓に「津田左兵衛」の名が見える他、熊本県立図書館所蔵の慶安元年（1648年）の『真源院様御代御侍免撫帳』に「1千石 津田三十郎」、「4百石 津田半右衛門」、「3百石 津田平丞」とある。幕末の『肥後細川家分限帳』では5家の津田家が確認できる。このうち、津田平助（1000石）家の津田平士は西南戦争熊本隊に従軍する。また津田信弘（山三郎、400石）は実学党にくみし、奉行（参政）となる。
- 織田信長八男の織田信吉の子孫は、関ケ原で西軍に与して改易された後は代々水戸藩に仕えた。織田氏の菩提寺である大徳寺総見院の信吉の墓石には「水戸津田家先祖」と刻字がなされている。
- 加賀藩前田氏に仕えた津田正勝（中川重政弟）を祖とし、加賀藩人持組として奉行職や家老職を務めた津田玄蕃家も、織田氏の出身であるとされているが、斯波氏であるともされる。

## 伊予橘姓津田氏（楠木氏系）
楠木正成の裔である河内津田城主・津田正信を祖と伝える。
戦国時代、紀伊国那賀郡の土豪である津田算長は、種子島に渡って鉄砲を紀伊に持ち帰ったといわれ、津田流砲術の開祖に位置付けられる。
豊臣秀吉による紀州征伐が行われた天正13年（1585年）、算長の子である根来寺杉坊院主・照算は討死したという。その後、照算の兄の津田算正は豊臣秀長に仕え、算正の子・重長は増田長盛や美濃国加納の松平家に仕えた。重長の四男・正徳は紀州藩に仕え、その子孫は紀州藩士として続いた。また、重長の長男・重信の子の算義や喜平次は紀伊で帰農している。

## 源姓津田氏（斯波氏系）
加賀藩の家臣に津田氏を称する一族（家老職・1万石）があり、こちらは斯波氏の末裔を称している。祖は津田正勝（津田義忠）で、斯波義近（津川義近か）の子だという。維新後、津田正邦が斯波姓に復して斯波蕃と名乗り、男爵を授けられている。
ちなみに斯波義銀（後に津川義近に改名）は織田信長に追放された守護であるが、弟の津川義冬が織田信雄の義兄弟だったり、織田信包の子で伊勢林藩主織田信重の舅（）であったり、四男の津川近治が織田長益の婿であったりと織田家との関係は深い。

## その他
日本刀の刀工にも津田姓の人物が見られる。江戸時代の津田越前守助広が有名である。